# Domeykit
A domeykit (rézarzenid), a szulfidok osztályába tartozó ón- vagy ezüstfehér színű ásvány. Ignacio Domeyko (1802-1889) chilei mineralógusról lett elnevezve.

## Megjelenés
A domeykit ásvány általában más ásványi anyagokkal együtt is társul, mint például kalcittal, rézzel. 

## Összetétel
- Réz: 71,79%
- Arzén: 28,21%

## Előfordulása
Közepesen gyakori ásvány. Hazánkban Rudabányán fordul elő. 
A legnagyobb ismert lelőhelyek Amerikában a Keweenaw-félszigeten, és Iránban találhatóak. Valamint Csehországban és Németországban szintén rá lehet akadni szép példányokra. A domeykit hidrotermás eredetű, ami annyit jelent, hogy gazdaságilag fontos[forrás?] ércásvány.

## Felhasználása
A domeykit – magas réztartalmából adódóan – réz előállítására is alkalmas érc. Polírozható és díszítő célokra is felhasználható.

## Képek

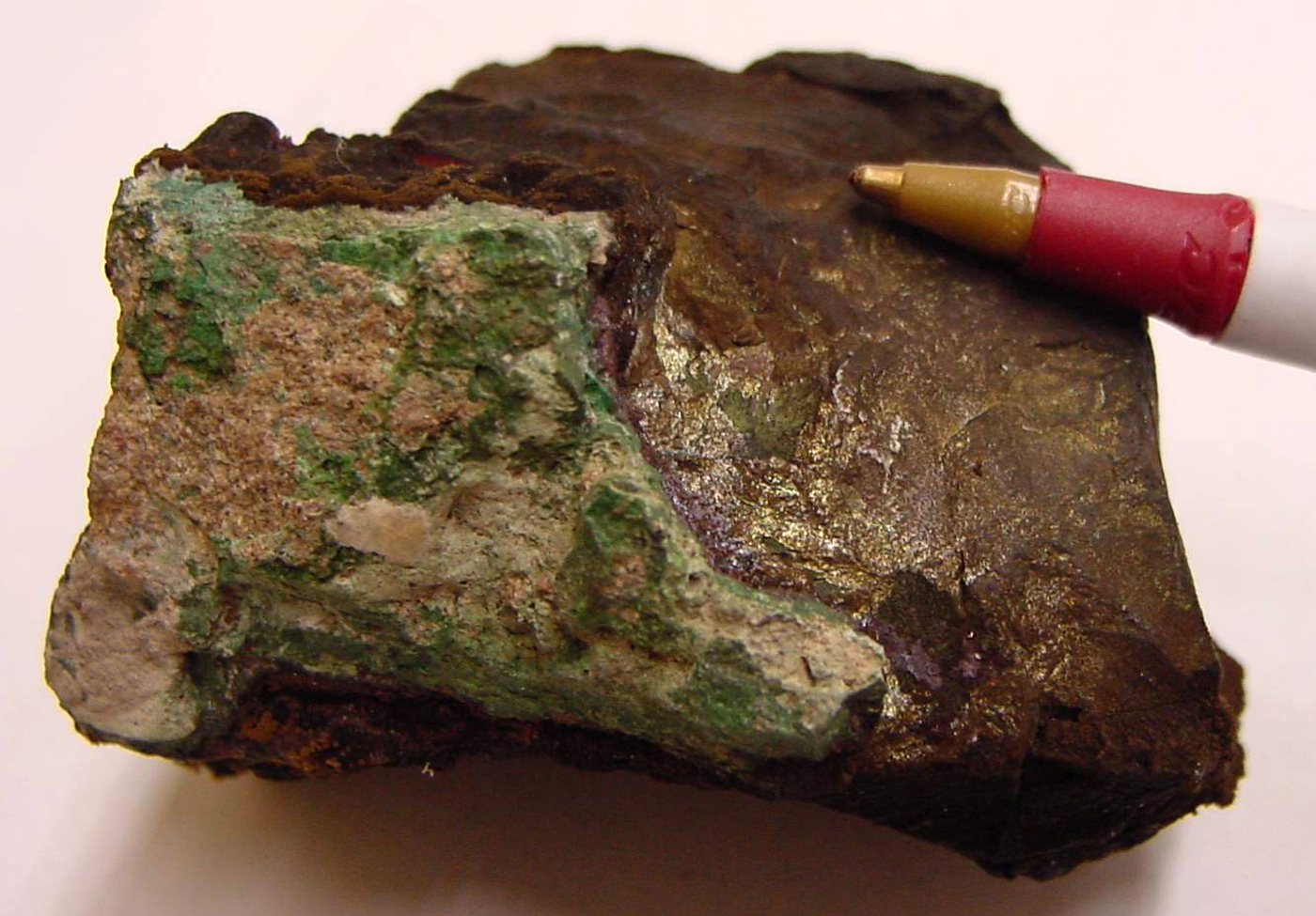
Domeykit Amerikából
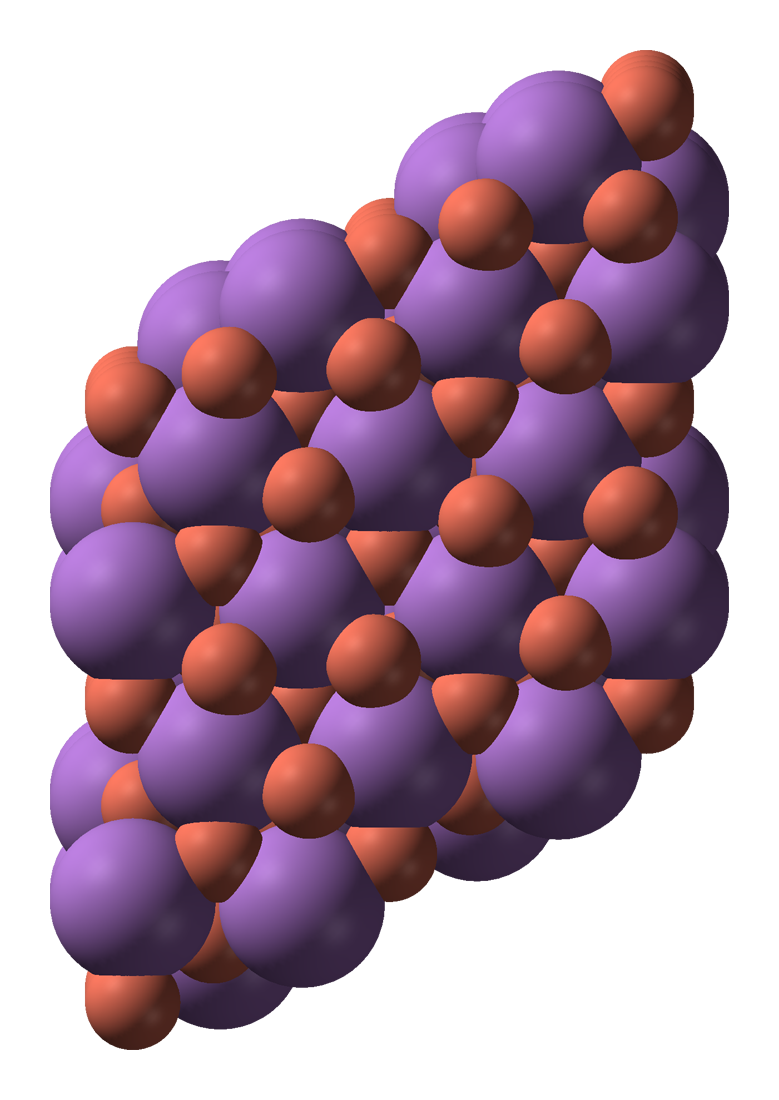
A domeykit kristályszerkezetének modellje
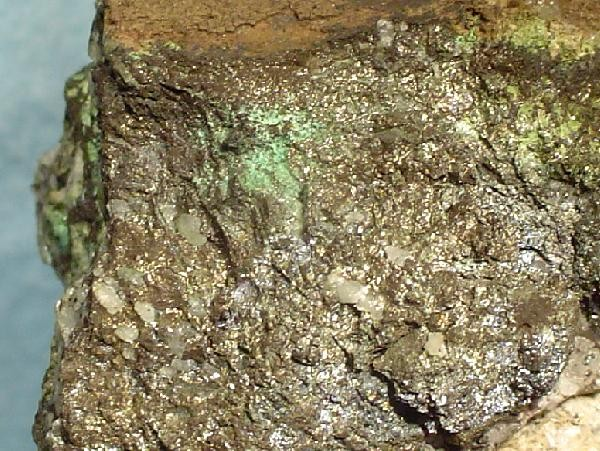
Domeykit, melynek mérete: 7,9 x 6,0 x 3,4 cm.